# Abraham Abulafia

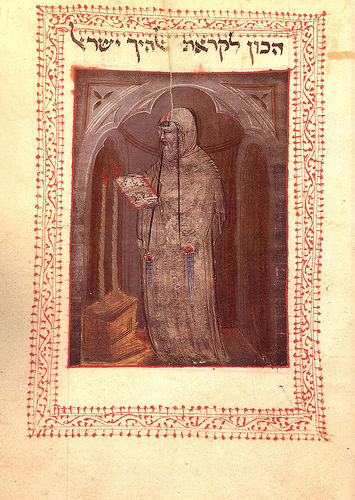
Abraham Abulafias Licht des Intellekts
aus dem Jahre 1285

Abraham ben Samuel Abulafia (hebr.) (geboren אברהם בן שמואל אבולעפיה ,1240 Saragossa, Aragón; gestorben 1291/92 Barcelona, Aragón) war ein sephardischer Rabbiner, Philosoph und Begründer der Prophetischen Kabbala, der „ekstatischen“ Strömung in der Kabbala.
Er gilt als einer der bedeutendsten Mystiker des 13. Jahrhunderts. 1284 verkündete er auf Sizilien nach Beschäftigung mit der Sephiroth-Lehre, der Buchstabenmystik sowie der Deutung der Gottesnamen, die messianische Hoffnung seines Volkes habe sich in ihm erfüllt. Dies wurde gelegentlich so gedeutet, als habe Abulafia sich als Messias betrachtet. Rabbi Aryeh Kaplan, einer der bedeutendsten Kabbalisten des 20. Jahrhunderts, weist jedoch mit Recht darauf hin, dass „wenn Abulafia über sich als der Gesalbte spricht, er andeutet, dass er erleuchtet und nicht, dass er der versprochene Messias ist. (…) Nie hat Abulafia jemals versucht, eine Messias-Rolle für sich in Anspruch zu nehmen“.
Bis in die jüngste Zeit lagen nur wenige von Abulafias zahlreichen Schriften in gedruckter Form vor, die meisten Manuskripte befanden sich in Bibliotheken und privaten Sammlungen unter Verschluss. Erst Ende der 1990er Jahre wurde sein Gesamtwerk im hebräischen Originaltext veröffentlicht. Sein prophetisches Buch Sefer Ha-Ot („Das Buch des Zeichens“), das auf der kleinen Mittelmeerinsel Comino entstand, ist eines der wenigen, die bereits zu einem früheren Zeitpunkt veröffentlicht wurden, und daher auch sein bis heute bekanntestes.

## Biographie

### Frühe Jahre und Reisen
In sehr früher Kindheit wurde Abraham von seinen Eltern mit nach Tudela (Navarra) genommen, wo ihn sein Vater Samuel Abulafia in den Tanach und den Talmud einführte. Im Jahre 1258, als Abraham 18 Jahre alt war, starb dessen Vater, und Abraham Abulafia startete zwei Jahre später ein rastloses Leben auf Wanderschaft. Seine erste Reise 1260 ging ins Heilige Land, einem Teil des Reichs der Umayyaden, um die zehn Verlorenen Stämme Israels am Fluss Sambation zu suchen. Wegen des Chaos im Heiligen Land nach dem letzten Kreuzzug kam Abulafia aber nur bis Akko und musste wegen Kriegswirren in Syrien (Schlacht bei ʿAin Dschālūt) zwischen den Mamluken und den Mongolen über Griechenland umkehren. Er entschied nach Rom zu gehen, legte aber einen kurzen Zwischenstopp in Capua ein, wo er sich in den frühen 1260ern mit brennendem Eifer dem Philosophiestudium zuwandte, darunter besonders dem philosophischen Hauptwerk Führer der Unschlüssigen des mittelalterlichen jüdischen Gelehrten Maimonides unter der Anleitung des philosophierenden Theologen und Arzt Hillel ben Samuel.
Obwohl er Maimonides immer hoch schätzte und oft Sätze seiner Werke zitierte, war er genauso wenig zufrieden mit dessen Philosophie wie mit der Philosophie insgesamt. Abraham Abulafia war hoch redegewandt, fähig und darauf erpicht andere zu belehren. Er schrieb emsig kabbalistische, philosophische und grammatikalische Schriftstücke und hatte Erfolg, sich mit zahlreichen Schülern zu umgeben, denen er seinen Enthusiasmus vermittelte.
Bei seiner Rückkehr nach Spanien wurde er Gegenstand einer Präkognition, begann im Alter von 31 Jahren in Barcelona (El Call de Barcelona) eine spezielle Ausrichtung der Kabbala zu studieren (hauptsächlich bei Baruch Togarmi) und erhielt eine Offenbarung mit messianischen Untertönen. Er tauchte ein ins Studium des Sefer Jetzira („Buch der Schöpfung“) und dessen zahlreiche Kommentare, die die Schöpfung der Welt und des Menschen erläutern basierend auf der Kombination hebräischer Buchstaben. Dieses Buch, besonders der Kommentar zum Buch sowie die Methode des deutsch-jüdischen Mystikers Eleazar von Worms übte einen großen Einfluss auf ihn aus und hatte den Effekt der Verstärkung seiner mystischen Neigung. Die Buchstaben des hebräischen Alphabets, die Zahlen, die Vokalisation – all das wurden Symbole der Existenz für ihn und deren Kombination, Permutation, Ergänzung bzw. Erläuterung zur erleuchtenden Kraft, sich weiter ins Studium der Interpretation von Gottesnamen zu vertiefen, insbesondere des Tetragrammatons.
Mit solcher Hilfe und mit der Einhaltung natürlicher Riten bzw. asketischer Praktiken könne der Mensch, so Abulafia, zum höchsten Ziel seines Seins gelangen und zum Propheten werden; nicht in dem Sinne, Wunder und Vorzeichen zu bewirken, sondern um den höchsten Grad der Wahrnehmung zu erreichen und fähig zu sein, in die große Welt hinter dem Augenscheinlichen intuitiv einzudringen: die Rätsel der Schöpfung, die Probleme des menschlichen Lebens, den Zweck der Lebensprinzipien und die tiefere Bedeutung der Tora.
Schon bald reiste er nach Kastilien, wo er seine Prophetische Kabbala unter Leuten wie Moses von Burgos und dessen wichtigsten Schüler Josef Gikatilla verbreitete. Um 1275 lehrte er in einigen Städten Griechenlands das philosophische Hauptwerk Maimonides Führer der Unschlüssigen sowie seine Prophetische Kabbala. In Patras schrieb er 1279 das Sefer ha-Yashar, das erste seiner prophetischen Bücher. Noch im gleichen Jahr machte er sich über Trani, Italien zurück auf den Weg nach Capua, wo er junge Philosophiestudenten unterrichtete.

### Reise nach Rom
Seiner inneren Stimme folgend reiste Abraham Abulafia 1280 nach Rom, um am Tag vor dem jüdischen Neujahrsfest des jüdischen Jahres 5041 (s. jüdischer Kalender) die Konversion zum Judentum Nikolaus III. (Papst) zu erwirken. Der Papst hörte davon und traute seinen Ohren nicht. Sofort ließ er Abulafia gefangen nehmen und ordnete dessen Verbrennung auf dem Scheiterhaufen an, sobald er Suriano 74 km nordwestlich von Rom erreicht habe. Doch wenige Tage vor der geplanten Hinrichtung verstarb Nikolaus III. und Abulafia kam nach 28 Tagen im Kollegium der Franziskaner frei. Fortan verfolgte ihn die römisch-katholische Kirche, und er musste überall im Mittelmeerraum auf der Flucht bleiben.

### Ablehnung und Exil auf Comino

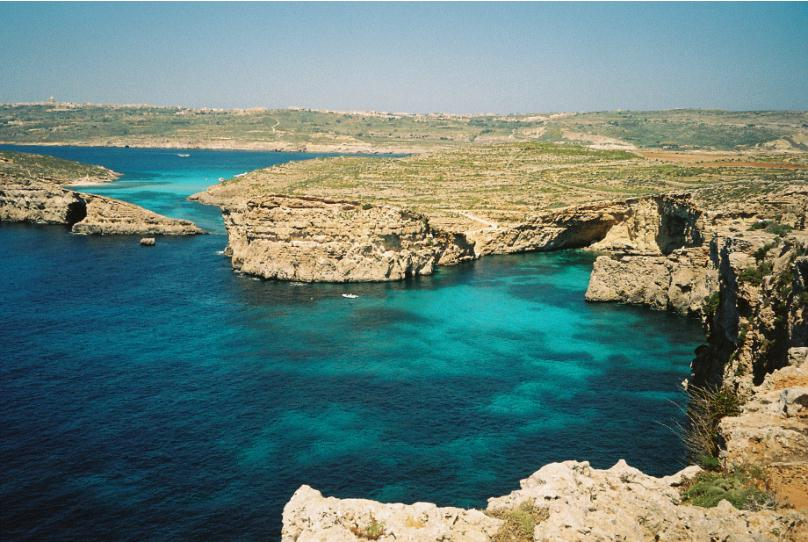
Insel Comino nahe Malta

In Messina blieb Abulafia als Prophet und Messias von 1281 bis 1291 aktiv. Er hatte einige Studenten dort, genauso wie in Palermo. Die jüdische Gemeinde von Palermo verurteilte aber energisch sein Benehmen und gab die Angelegenheit ca. 1285 weiter an Salomo Adret in Barcelona, der seine Karriere sehr der Beruhigung messianischer Hysterie ihrer Tage widmete. Adret schrieb daraufhin einen Brief gegen Abulafia. Diese Kontroverse war einer der Hauptgründe für den Ausschluss der prophetischen Kabbala Abulafias aus den Spanischen Kabbalaschulen.
Abulafia musste seine Pilgerschar erneut sammeln, und unter erschreckenden Bedingungen schrieb er 1285–1288 sein Sefer Ha-Ot auf der kleinen Insel Comino nahe Malta.
Im Jahre 1290 trug ihn die Flucht zurück nach Spanien. Dort schrieb er 1291 sein letztes (und vielleicht am leichtesten zu verstehende) Werk, die Handreichung zur Meditation Imre Shefer. Danach starb er 1291 oder 1292 in Barcelona.

## Lehren

### Werke
Abulafias Werke entstanden alle während der Jahre 1271–1291. Das sind Bücher, Aufsätze zur Grammatik und Gedichte, von denen nur dreißig erhalten blieben.
Abulafias wichtigste Werke sind:
- Sefer ha-Geulah, 1. Kommentar zu Führer der Unschlüssigen, 1273
- Sefer Chayei ha-Nefesh, 2. Kommentar zu Führer der Unschlüssigen
- Sefer ha-Yashar („Buch der Gerechten“), 1279
- Sefer Sitrei Torah, 3. Kommentar zu Führer der Unschlüssigen, 1280
- Chayei ha-Olam ha-Ba („Das zukünftige Leben der Welt“), 1280
- Or ha-Sekhel („Licht des Intellekts“), 1285
- Get ha-Shemot
- Maftei’ach ha-Re'ayon
- Gan Na'ul, 1. Kommentar zum Sefer Jetzira
- Otzar Eden Ganuz (Verschlossener Garten), 2. Kommentar zum Sefer Yetzirah, 1285–1286
- Sefer ha-Cheshek
- Sefer ha-Ot („Das Buch der Zeichen“), 1285–1288
- Sefer-Maftechot ha-Torah, 1289
- Imrei Shefer („Worte von Schönheit“), 1291

Von spezieller Bedeutung zum Verständnis seiner Messianologie sind seine Prophetischen Bücher, die er zwischen 1279 (in Patras) und 1288 (in Messina) verfasste und in welchen er die Apokalypse als Mittel zu geistigen Prozessen innerer Erlösung (Tiqqun) interpretiert. Das spiritualisierte Verständnis des Konzepts Messianismus und Erlösung als eine intelligente Entwicklung repräsentiert einen Hauptbeitrag der messianischen Ideen im Judentum. Als Teil seiner messianischen Neigung wurde Abulafia ein starker Verbreiter der Kabbala, sowohl durch Mundpropaganda als auch durch Schriftform, um Juden und Christen von ihr zu überzeugen.
In seinen ersten Aufsätzen Get ha-Shemot und Maftei’ach ha-Re'ayon beschreibt Abulafia einen Sprachtyp der Kabbala ähnlich der frühen Werke Rabbi Josef Gikatilla. In seinen späteren Werken schafft der Begründer der Prophetischen Kabbala eine Synthese zwischen Maimonides’ neuaristotelischem Verständnis der Prophetie als ein Ergebnis der Transformation intellektueller Zuströme in sprachliche Nachrichten und Techniken, zu solch Erfahrungen der Buchstabenkombination und ihrer Aussprache zu gelangen, Atemübungen, das Nachdenken über des Menschen Körperteile, Kopf- und Handbewegungen, Konzentrationsübungen. Einige Techniken stammen aus den Kommentaren des Sefer Jetzirah der deutschen Juden. Abulafia nannte seine Kabbala Die Kabbala der Namen wegen der verschiedenen Gottesnamen im Judentum (JHWH, Elohim, Adonai etc.), die alle existieren als ein Weg zur Erlangung prophetischer Erfahrungen. Er nannte das Prophetische Kabbala als ultimatives Ziel dieses Wegs. In seinen Schriften können Ausdrücke dessen, was als mystische Vereinigung des Menschen mit dem jenseitigen Intellekt bekannt ist, wahrgenommen werden. Weit weniger betroffen mit der Theosophie zeitgenössischer Kabbalisten, die an Theorien der 10 hypostatischen Sephiroth interessiert waren (manche bezeichnete er schlechter als der Glaube an die Trinität im Christentum), stellte Abulafia das jenseitige Königreich, besonders den kosmischen Intellectus agens, in sprachlichen Ausdrücken dar als Sprache und Buchstaben.
In seinen späteren Büchern führte Abulafia ein System von 7 Interpretationspfaden näher aus, welches er manchmal bei seinem Kommentar zur Tora verwendet, und das mit dem einfachen Verstand startet und in den Interpretationen der einzelnen Buchstaben kulminiert, letztere sich hat einfallen lassen als Pfad zur Prophetie. Abulafia entwickelte eine anspruchsvolle Sprachtheorie, welche davon ausgeht, dass Hebräisch weniger eine Sprache repräsentiert wie alle geschriebenen oder gesprochenen Weltsprachen, sondern ideale Klänge und Kombinationen dieser idealen Klänge. Hebräisch als ideale Sprache umfasse alle anderen Sprachen. Bei der Entwicklung dieser Sprachtheorie soll ihn Dante Alighieri beeinflusst haben. In seinen Werken verwendet er altgriechische, lateinische, italienische, arabische, tatarische und baskische Worte zum Zwecke der Gematrie.

### Abulafias Meditationstechniken
In seinen zahlreichen Werken konzentriert sich Abulafia auf komplexe Verfahren, sich mit dem Intellectus agens zu vereinen durch Rezitieren von Gottesnamen, Atemtechniken und befreiende Praktiken. Manche der mystischen Wege Abulafias wurden durch die deutschen Juden adaptiert. Mit dem metaphysischen und psychologischen System Maimonides strebte Abulafia nach spiritueller Erfahrung, die ihn in einen prophetischen Zustand versetzte ähnlich (oder identisch) mit dem der Nevi’im, der ersten Propheten Israels, die man durch die Prophetie im Tanach kennt.
Abulafia schlägt eine Methode vor, die auf einem Anreiz basiert, der kontinuierlich wechselt. Seine Intention ist, nicht durch Meditation das Bewusstsein zu entspannen, sondern es zu entlasten mittels einer High-Level-Konzentration, die erfordert viele Dinge gleichzeitig zu tun. Dafür verwendet er hebräische Buchstaben.
Abulafias Meditationstechnik beinhaltet folgende Schritte:
- 1. Vorbereitung: Der Eingeweihte entlastet sich selbst durch Fasten, Tragen des Tefillin (Gebetsriemen) sowie Anziehen reiner weißer Kleidungsstücke.
- 2. Der Mystiker schreibt spezifische Buchstabengruppen und deren Permutationen auf.
- 3. Physiologische Manöver: Der Mystiker singt die Buchstaben in Verbindung mit spezifischen Atemmustern und bewegt dabei seinen Kopf.
- 4. Mentale Vorstellung von Buchstaben und menschliche Formen: Der Mystiker stellt sich eine menschliche Form vor und sich selbst ohne Leib. Dann „zeichnet“ der Mystiker mental die Buchstaben, projiziert sie auf den Schirm kraft seines imaginären Vorstellungsvermögens und stellt sich mental die Buchstabenstruktur vor. Dann rotiert er die Buchstaben und wendet sie, wie Abulafia im Imrei Shefer beschreibt:

„And they [the letters], with their forms, are called the Clear Mirror, for all the forms having brightness and strong radiance are included in them. And one who gazes at them in their forms will discover their secrets and speak to them, and they will speak to him. And they are like an image in which a man sees all his forms standing in front of him, and then he will be able to see all the general and specific things.“

Während des letzten Schrittes der mentalen Bildersprache passiert der Mystiker eine Folge von vier Erfahrungen:
- 1. Erfahrung = Illumination, in der Licht nicht nur den Leib umgibt, sondern ihn auch durchdringt. Sie lässt den Mystiker spüren, dass sein Leib mit seinen Organen Licht geworden ist.
- 2. Erfahrung = das Schwächerwerden des Leibes in einer ,absorptiven‘ Weise.
- 3. Erfahrung = Gefühl der Erhöhung von Gedanken und der Vorstellungskraft.
- 4. Erfahrung = Angst und Zittern

Abulafia betont, dass das Zittern ein grundsätzlicher und notwendiger Schritt sei, um zur Prophetie zu gelangen. An einer anderen Stelle schreibt er: dein ganzer Leib wird zu zittern beginnen und deine Gliedmaßen beginnen zu schlottern, und du wirst enorme Angst spüren […] und der Leib wird zittern, wie der Reiter, der ein Pferd jagt, froh und heiter ist, während das Pferd unter ihm zittert.
Für Abulafia ist Angst die Vorstufe der Erfahrung von Freude und Vergnügen. Dieses Gefühl ist das Ergebnis der Wahrnehmung eines anderen ,Geistes‘ inmitten seines Leibes, wie er in seinem Kommentar Verschlossener Garten beschreibt:

„Und du wirst in dir einen anderen Geist erwachend fühlen, der dich kräftigt, durch deinen ganzen Körper fährt und dir Freude gibt.“

Nur nach Passieren dieser sukzessiven Erfahrung erreicht der Mystiker sein Ziel: die Vision einer menschlichen Gestalt, die seiner eigenen physischen Erscheinung ähnelt. Sie steigert sich, wenn der Mystiker durch Autoskopie den Eindruck erhält, er würde aus seinem Körper heraussteigen und auf sich herabsehen (außerkörperliche Erfahrung) oder seinen Körper vor sich sehen (Doppelgänger-Erlebnis): Dann beginnt der Doppelgänger mit dem Mystiker zu sprechen, ihm das Unbekannte zu lehren und die Zukunft zu offenbaren. Abraham Abulafia beschreibt diese Erfahrung in vielen seiner Werke. Doch zunächst ist nicht klar, wer diese ,menschliche Gestalt' ist, die der Mystiker kraft seiner Vorstellung vor sich sieht. Geht der Dialog zwischen dem Mystiker und der ,Gestalt‘ weiter, versteht der Leser in Abulafias Sefer ha-Cheshek, dass die dem Mystiker erscheinende menschliche Gestalt sein mystisches „Ich“ ist.

## Bedeutung für die Kabbalaschulen, Nachwirkung und Ehrungen
Abulafias Kabbala inspirierte eine Serie von Schriftwerken, welche zu seiner Prophetischen Kabbala gehören, Werke, die aufzeigen, wie man extrem mystische Erfahrungen erreicht. Die wichtigsten unter ihnen sind:
- das Sefer ha-Tzeruf eines anonymen Autors, ins Latein übersetzt durch Pico.
- das Sefer Ner Elohim und Sefer Shaarei Tzedek von Rabbi Nathan ben Saadiah Harar.

Abulafias unterirdischer Einfluss ist in der großen Anzahl der Manuskripte seiner großen Meditationshandbücher offensichtlich, die bis in unsere heutige Zeit florierten solange bis alle seine Werke während der 1990er Jahre endlich in Mea Shearim, Jerusalem veröffentlicht waren. Seine prophetischen und messianischen Ambitionen veranlassten eine heftige Reaktion seitens Salomo Adret, der den Einfluss der „ekstatischen“ Kabbala Abulafias in Spanien erfolgreich verhinderte. In Italien wurden seine Werke ins Latein übersetzt und trugen substantiell zur Formation der Christlichen Kabbala bei. Im Nahen Osten wurde die „ekstatische“ Kabbala ohne Bedenken akzeptiert. Deutliche Spuren von Abulafias Doktrin sind offensichtlich in den Werken von Isaac ben Samuel of Acre und Chaim Vital. In Israel wurden seine Ideen mit sufistischen Elementen kombiniert, anscheinend von der Kabbalaschule des Ibn Arabi. Auf diese Weise hielten sufistische Ansichten Einzug in die europäische Kabbala.
Nach der Vertreibung der Juden aus Spanien vermischte sich die theurgische Kabbala mit der „ekstatischen“ Kabbala. Diese Kombination wurde durch das Buch Pardes Rimonim von Moses Cordovero Teil der Hauptströmung innerhalb der Kabbalaschulen. Chaim Vital brachte Abulafias Ansichten zum vierten unveröffentlichten Teil seines Shaarei Qedushah und die Kabbalisten des 18. Jahrhunderts der Bet-El-Akademie nahe Jerusalem studierten Abulafias Mystikhandbücher. Später fanden mystische und psychologische Kabbala-Konzepte ihren Weg zu den polnischen Chassidim und spielten auch im Frankismus eine wichtige Rolle. In der modernen Literatur (z. B. den Gedichten von Yvan Goll) finden sich Spuren der „ekstatischen“ Kabbala, besonders seit Veröffentlichung der Untersuchungen Gershom Scholems.
In Myla Goldbergs Roman Bee Season wird das 11-jährige Mädchen Eliza Naumann nach überraschendem Erfolg im Buchstabierwettbewerb in die Werke und Techniken Abraham Abulafias durch ihren Vater eingeweiht, im Jahr 2005 verfilmt in einem US-Filmdrama mit dem gleichnamigen Titel.
In Umberto Ecos Roman Das Foucaultsche Pendel ist ein PC namens Abulafia zentraler Handlungsgegenstand.
In Richard Zimlers internationalem Bestseller Der Kabbalist von Lissabon (1997) machen der Erzähler und sein spiritueller Mentor deutlich, dass sie den Praktiken Abraham Abulafias folgen.
Abulafias Leben inspirierte auch Künstler wie Moses Feinstein (nicht Moshe Feinstein!) und Nathaniel Tarn sowie ein Spiel von George-Elie Bereby; in der Kunst Gemälde von Abraham Pincas und Skulpturen von Bruria Finkel sowie einige Musikstücke.

## Kritik
Eines seiner großen Ziele war die Vereinigung des Judentums mit dem Christentum bzw. anschließend mit dem Islam.
Abulafia propagierte, dass der Mensch in der Ekstase Zugang zu seinem innersten Wesen erlangen könne. Er wollte einer mystischen Erkenntnismethode, der sogenannten „Straße der Begriffe“, zum Durchbruch verhelfen. Diese Disziplin vervollständigte die „Straße der Sefiroth“ und rundete sie ab.